# Encephalartos princeps
Encephalartos princeps es una especie de Cycadopsida del género Encephalartos, de la familia Zamiaceae, del orden Cycadales.

## Distribución
Encephalartos princeps se distribuye por South Africa (E Cape).

## Taxonomía
Fue descrita científicamente por R.A.Dyer. Fue publicado por primera vez en R.A.Dyer. In: J. S. African Bot. 31(2): 111-112, pl. 19. (1965).